# 成毛厚子
成毛 厚子（なるも あつこ、1952年10月16日  - ）は、日本の漫画家。東京都渋谷区出身。
祖父はブリヂストン創業者である石橋正二郎で、父親は同社副社長を務めていた。兄はミュージシャンの成毛滋。鳩山威一郎は母方の伯母の夫で、鳩山由紀夫・邦夫兄弟は従兄弟にあたる。

## 来歴
1974年5月、「殺人ゲーム」（別冊少女フレンド）でデビュー。怪奇作品が多い。
2009年以降、漫画の新作は発表していない。
2011年、初のエッセイとなる「ずっと犬が飼いたかった」を上梓。

## 主要単行本リスト
- スキャンダル（講談社、ヤングレディデラックスKC、1978年）
- 幻影(イリュージョン)（東京三世社、マイコミックス、1980年）
- 花の棺（講談社、ヤングレディデラックスKC、1980年）
- ドライジン・ブルース（講談社、ヤングレディKC、1981年）
- ちょっとアバンチュール（講談社、ヤングレディデラックスKC、1981年）
- 人形つかい（講談社、ヤングレディデラックスKC、1982年）
- 闇からの誘い（講談社、フレンドKC、1983年）
- 霊感少女－闇のカルテ（講談社、フレンドKC、1984年）
- 復讐の仮面（講談社、ロマンミステリーKC、1984年）
- 霊感体験レポート（講談社、フレンドKC、1985年）
- 山猫たちの夜（講談社、BE　LOVE　KC、1985年）
- 影を殺した女（講談社、ロマンミステリーKC、1986年）
- 死への終幕（講談社、フレンドKC、1986年）
- 緑の呪文（講談社、フレンドKC、1987年）
- 白昼夢（講談社、ロマンミステリーKC、1987年）
- 秘薬（講談社、フレンドKC、1988年）
- 神隠し（講談社、フレンドKC、1988年）
- 31まいめの空白（講談社、怪奇ロマンコミックス、1988年）
- 水喪祭（朝日ソノラマ、ハロウィン少女コミック館、1989年）
- 水迷宮（小学館、プチセブンコミックス、1987～90年、全7巻）
- 魔の風が吹く（講談社、フレンドKC、1989年）
- Misty（講談社、BE　LOVE　KC、1990年）
- 死霊のうめき（講談社、フレンドKC、1990年）
- 闇のミステリー　ナイトベイビー（講談社、Me　KC、1990年）
- バンクafter5（講談社、BE　LOVE　KC、1991年）
- 無精卵（講談社、Me　KC、1991年）
- ナイトゲーム（講談社、Me　KC、1991年）
- 怪　霊体験日記（講談社、フレンドKC、1992年、全2巻）
- 邪香－殺しの匂い（スコラ、スコラLC、1992年）
- 化粧坂の首（スコラ、スコラLCミステリー、1992年）
- さくらベストミステリー（スコラ、スコラLC、1994年、全2巻）
- 悪夢・ナイトメア（講談社、KCデラックス、1994年）
- 血洗坂にて（スコラ、スコラLC、1994年）
- くつ箱の中から（朝日ソノラマ、ハロウィン少女コミック館、1995年）*
- 北の封印（スコラ、スコラLC、1995年）
- 霊は嗤う（あおば出版、あおばコミックス、2002年）
- 邪霊の宴（あおば出版、あおばコミックス、2003年）
- 悪霊祓い（あおば出版、あおばコミックス、2003年）
- 夫を殺した女たち（あおば出版、あおばコミックス、2003年）
- 呪霊祭（あおば出版、あおばコミックス、2003年）
- 百鬼繚乱（あおば出版、あおばコミックス、2004年）
- 死霊狩り（あおば出版、あおばコミックス、2004年）
- 危ない隣人たち（あおば出版、あおばコミックス、2005年）
- 魂呼び（あおば出版、あおばコミックス、2005年）
- 水神忌（あおば出版、あおばコミックス、2006年）
- 便利屋「飛猫」依頼メモ（グリーンアロー出版社、LGAコミックス、2008年、全2巻）
- いやな場所（Bbmfマガジン、LGAコミックス、2009年）
- 魚葬（Bbmfマガジン、LGAコミックス、2009年）
- ずっと犬が飼いたかった（幻冬舎ルネッサンス、2011年）―初のエッセイ